# Mai Thi Nguyen-Kim
Mai Thi Nguyen-Kim (od leta 2017 Mai-Thi Leiendecker), nemška znanstvena novinarka, televizijska voditeljica, kemičarka, publicistka in Youtuberka vietnamskega rodu, * 7. avgust 1987, Heppenheim, Nemčija.
Od junija 2020 je članica senata Družbe Maxa Plancka.

## Otroštvo
Nguyen-Kim, katere starši so iz Vietnama, je obiskovala gimnazijo Bergstraßen v Hemsbachu v Baden-Württembergu. Njen oče je kemik in je delal za BASF. Ima starejšega brata, ki je prav tako študiral kemijo. Po končani srednji šoli je od leta 2006 do 2012 študirala kemijo na Univerzi Johannesa Gutenberga v Mainzu in na Tehnološkem inštitutu Massachusettsa (MIT). Od leta 2012 je delala kot doktorska kandidatka na univerzi RWTH Aachen, Univerzi Harvard in inštitutu za uporabne raziskave polimerov Fraunhofer ter leta 2017 doktorirala na Univerzi v Potsdamu z nalogo na temo Physikalische Hydrogele auf Polyurethan-Basis (Fizični hidrogeli na osnovi poliuretana). Nguyen-Kim je poročena z Matthiasom Leiendeckerjem, ki je doktoriral iz kemije, od leta 2017 in ima hčerko, rojeno leta 2020.

## Znanstvena komunikacija
Leta 2015 je Nguyen-Kim odprl YouTube kanal The Secret Life of Scientists, da bi podvomil v stereotipe o (naravnih) znanstvenikih in piflarjih ter mladim občinstvom posredoval naravoslovne teme. Poleg tega je oktobra 2016 na YouTube prišel njihov YouTube kanal Schönschlau, ki ga proizvaja Funk, skupna služba ARD in ZDF za najstnike in mladostnike. Včasih je moderirala tudi kanal Auf Klo in učne videoposnetke za predmete kemija in matematika v obliki musstewissen, izdelani za Funk. Njen kanal schönschlau se je leta 2018 preimenoval v maiLab in je imel v začetku septembra 2020 več kot milijon naročnikov. maiLab proizvaja Südwestrundfunk za Funk.
Nguyen-Kim je moderatorka WiD projekta Die Debatte in pripada ekipi Terra X Lesch & Co. skupaj s Haraldom Leschom in Philipom Häusserjem, izmenično z Ralphom Caspersom (tudi z Rango Yogeshwarjem do njegovega odhoda novembra 2018), ki jo vodi od začetka. Maj 2018 program Quarks na WDR.
Njena knjiga Komisch, alles chemisch! Objavljena marca 2019 dosegla drugo mesto na lestvici uspešnic Der Spiegel, knjiga pa bo v slovenščino prevedena do leta 2021.
V začetku aprila 2020 je maiLab v štirih dneh z videoposnetkom o pandemiji koronavirusa dosegel več kot 4 milijone ogledov in je bil včasih številka 1 YouTubovih trendov v Nemčiji, kar je najuspešnejši video na kanalu YouTube. Kot je bilo napovedano decembra 2020, je "Corona geht gerade los  (Koronavirus se šele začenja)" najbolj priljubljeni videoposnetek leta 2020 v YouTubu v Nemčiji z do danes več kot šestimi milijoni ogledov. Na isto temo je aprila spregovorila v komentarju ARD's Tagesthemen. Sredi aprila je v drugem videu analizirala komunikacijo znanih virologov. Ta videoposnetek je vstopil tudi v YouTubove trende v Nemčiji in v enem tednu (od 27. aprila 2020) dosegel skoraj 2 milijona ogledov. Nguyen-Kim je od takrat gostovala v drugih medijskih formatih, vključno z nemškimi televizijskimi pogovornimi oddajami. Konec maja 2020 je v pogovoru z Deutsche Presse-Agentur pozvala k večji usposobljenosti virov in medijev ter opozorila na teorije zarote o pandemiji koronavirusa. Prav tako vidi pomanjkljivosti v splošnem izobraževanju v naravoslovju in v akademskem delu. Je tudi podporna aktivistka za znanstvenike za prihodnost. Od aprila 2021 bo znanstveni novinar izključno zavezan številnim formatom ZDF.

## Objave
- Fizični hidrogeli na osnovi poliuretana. Disertacija, Fakulteta za matematiko in naravoslovje, Univerza v Potsdamu, Potsdam 2017 (PDF; 8 MB).
- Komisch, alles chemisch! Handys, Kaffee, Emotionen – wie man mit Chemie wirklich alles erklären kann. Droemer Verlag, München 2019, ISBN 978-3-426-27767-6.

## Nagrade
- 2012: Tretje mesto na konferenci Falling Walls v Berlinu za predstavitev Breaking the Wall of the Human Cell[30][31]
- 2014: Zmaga na "Science Slams" v Aachnu in Bochumu[32][33]
- 2014: Predavanje na konferenci TEDxBerlin kot zmagovalec natečaja Spotlight@TEDxBerlin[34]
- 2015: Zmagovalec Kölnskega Bullshit Slam s predstavitvijo na temo podnebnih sprememb[35]
- 2016: Prvo mesto v kategoriji Scitainment z uvrstitvijo Trust me, I'm a Scientist na spletnem video natečaju Fast Forward Science 2016 (ki sta ga organizirala Wissenschaft im Dialog in Stifterverband für die Deutsche Wissenschaft)[36][37]
- 2018: Grimme Online Award v kategoriji Znanje in izobraževanje ter nagrada občinstva Grimme Online Award[38][39]
- 2018: Nagrada Georga von Holtzbrincka za znanstveno novinarstvo
- 2018: Prvo mesto na temo Fast Forward Science v kategoriji Substanz, prvo mesto na nagradi Skupnosti in nagradi Webvideo Excellence[40]
- 2018: Zmagovalec nagrade Webvideopreis Deutschland[41]
- 2018: Novinarka leta 2018 v kategoriji znanost, ki jo podeljuje Medium Magazin[42]
- 2019: Nagrada Hanns Joachim Friedrichsa[43]
- 2020: Dobitnik nagrade Heinz Oberhummer za znanstveno komuniciranje[44][45]
- 2020: Dobitnik nagrade Goldene Kamera Digital Award 2020 v kategoriji Best of Information[46]
- 2020: Križ za zasluge na traku (viteški križ) reda za zasluge Zvezne republike Nemčije[47]
- 2020: UmweltMedienpreis 2020 podjetja Deutsche Umwelthilfe v spletni kategoriji za YouTube kanal "maiLab".[48]
- 2020: Medium Magazin novinar leta[49]

## Drugo
17. aprila 2020 je bila prva gostja intervjuja v obliki 5 schnelle Fragen v podcastu Gemischtes Hack.
23. julija 2020 je štiriurni podcast Mai Thi Nguyen-Kim, retten Wissenschaft die Welt? serije "Alles gesagt?" v Die Zeit.